# Libanonská kuchyně

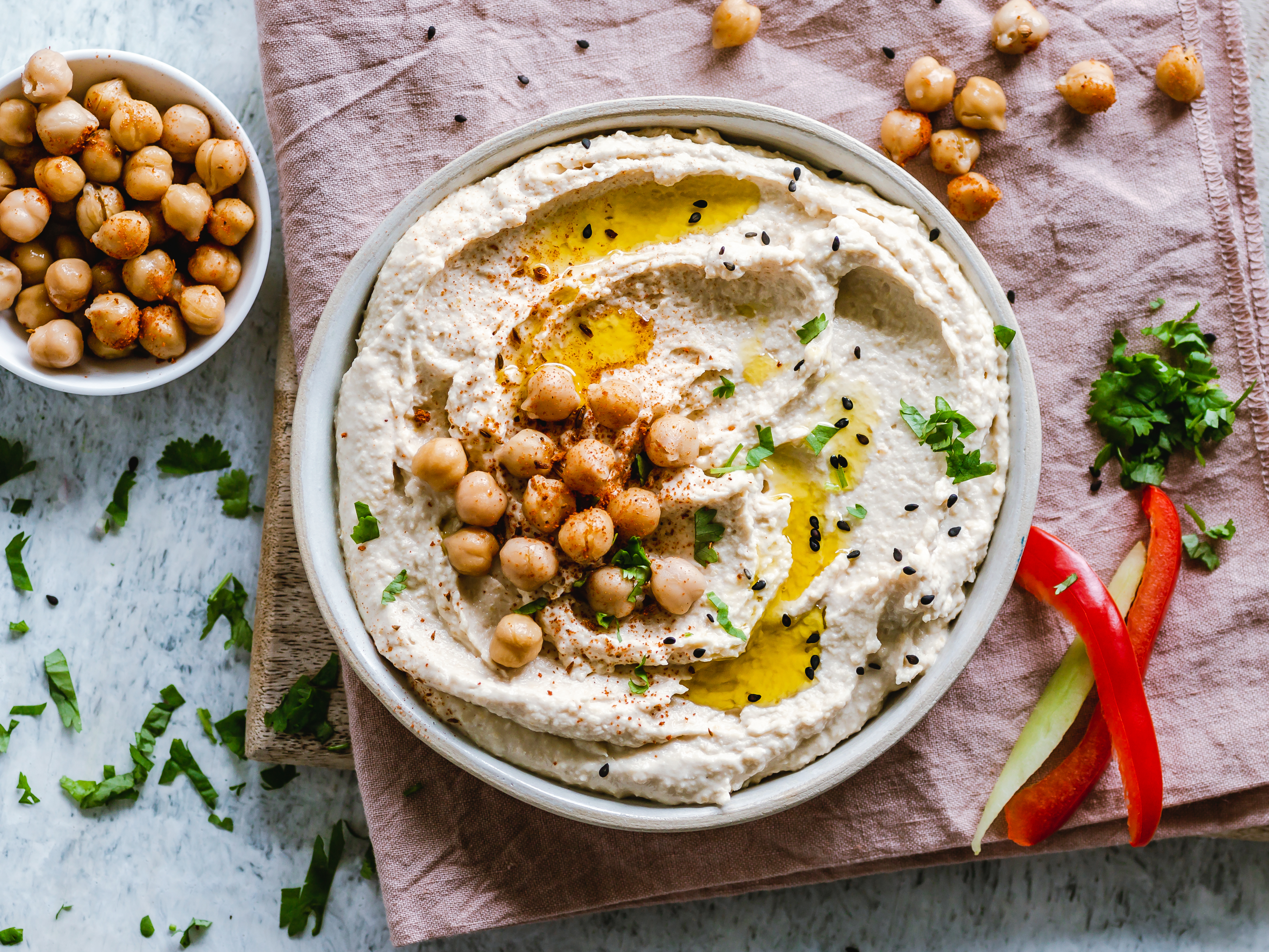
Hummus

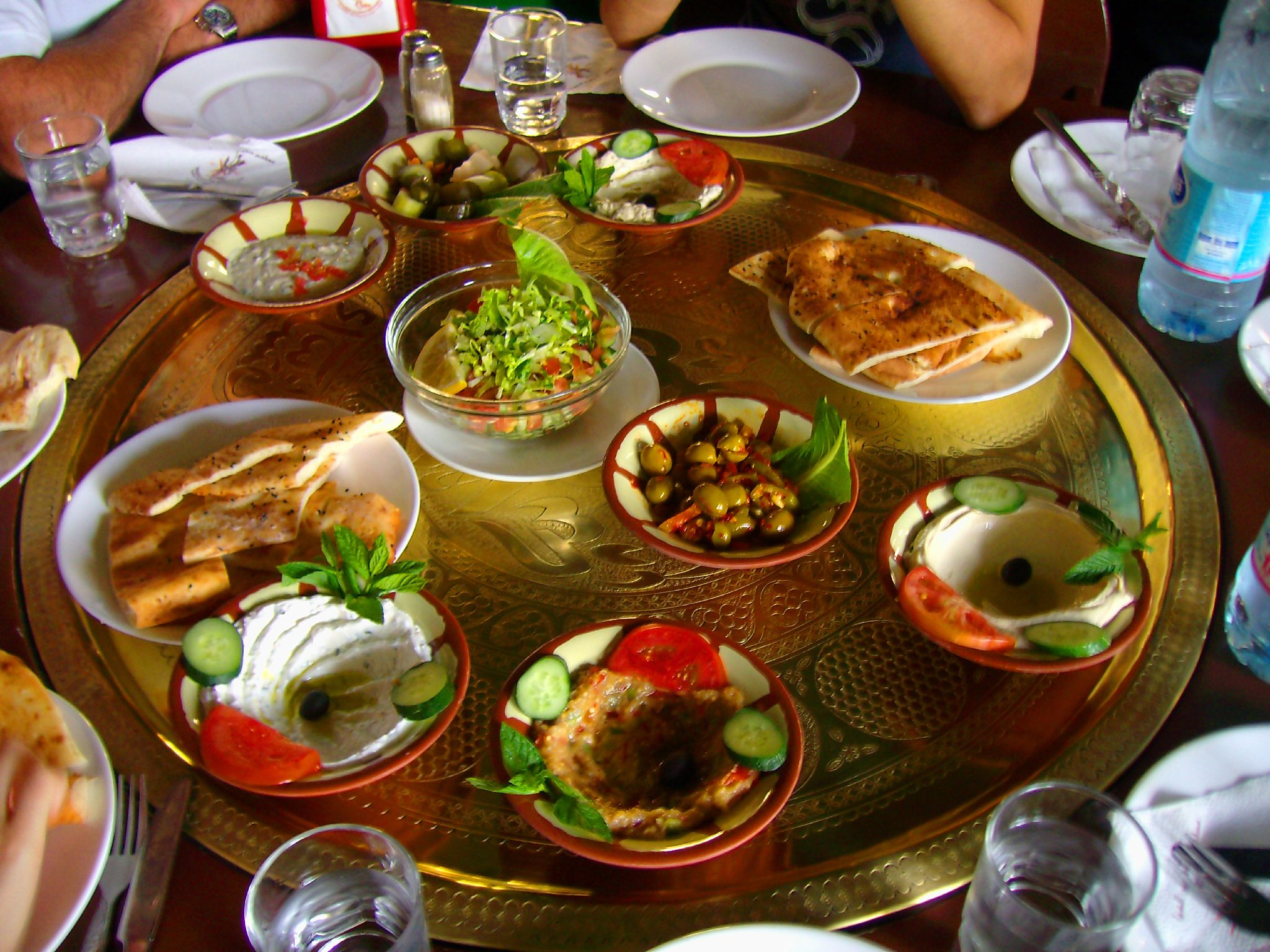
Meze

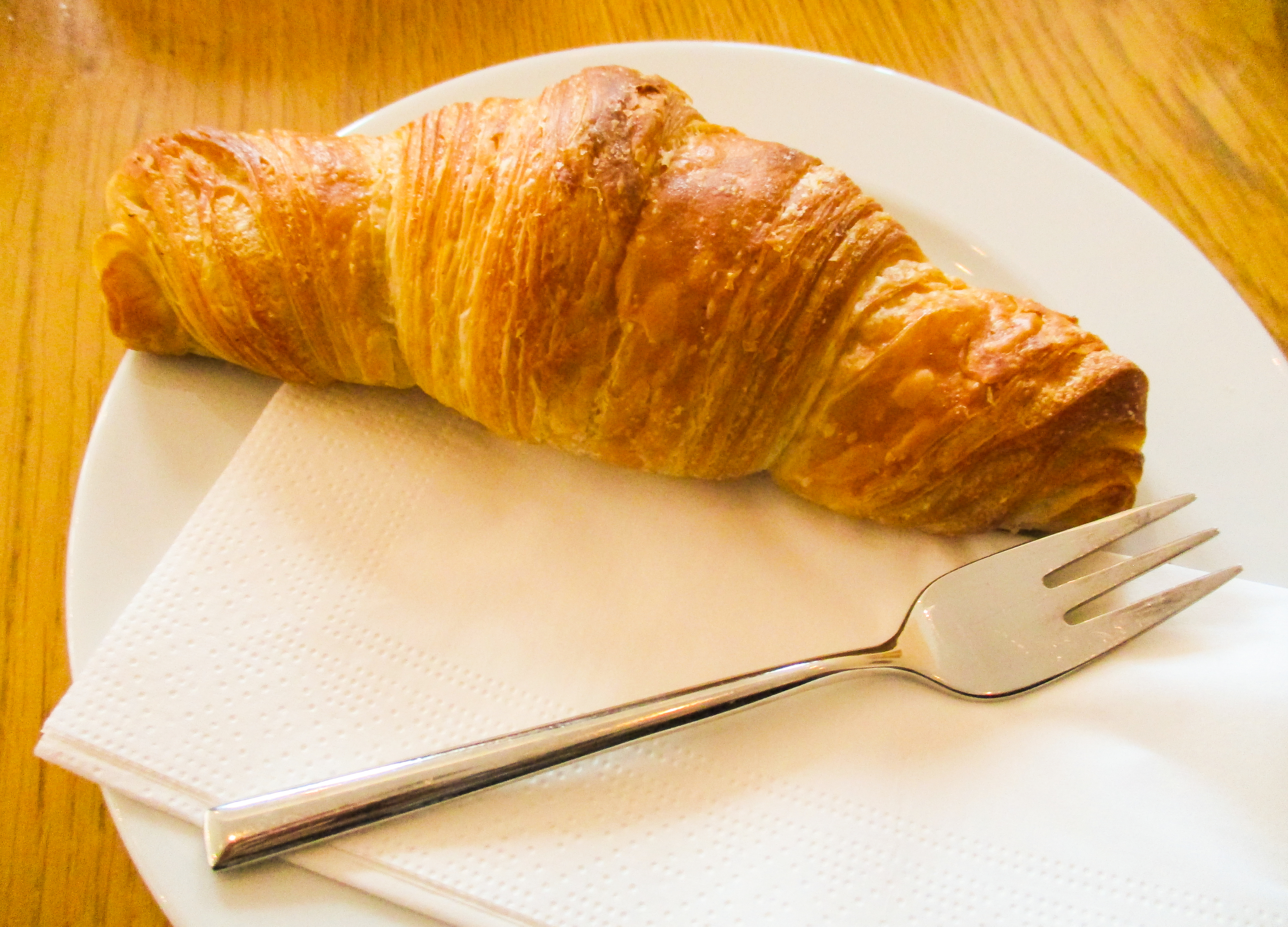
Croissant

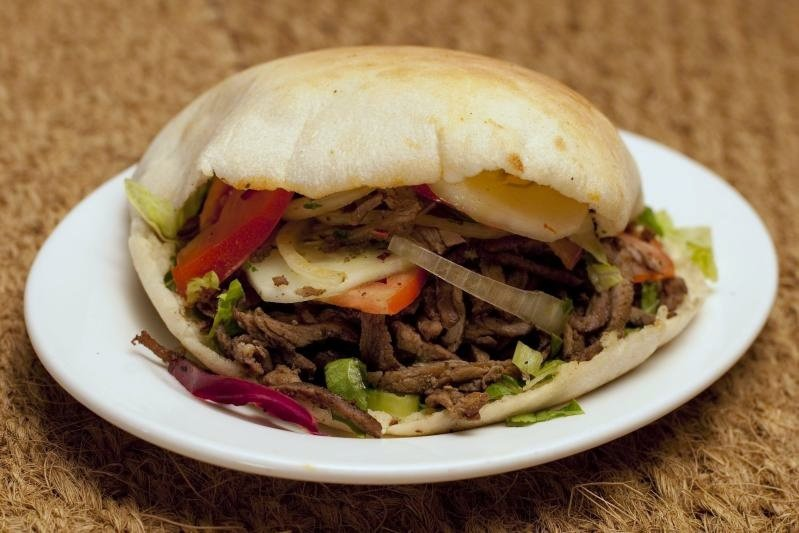
Šauarma v pitě

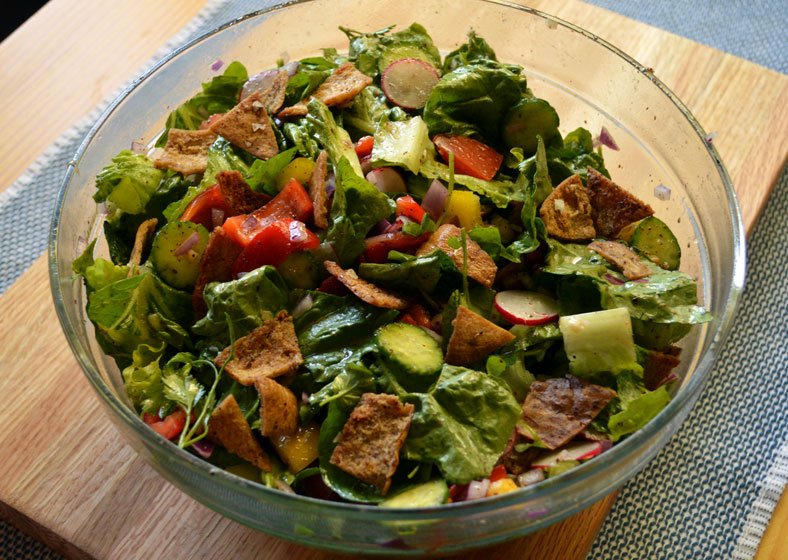
Salát fattoush

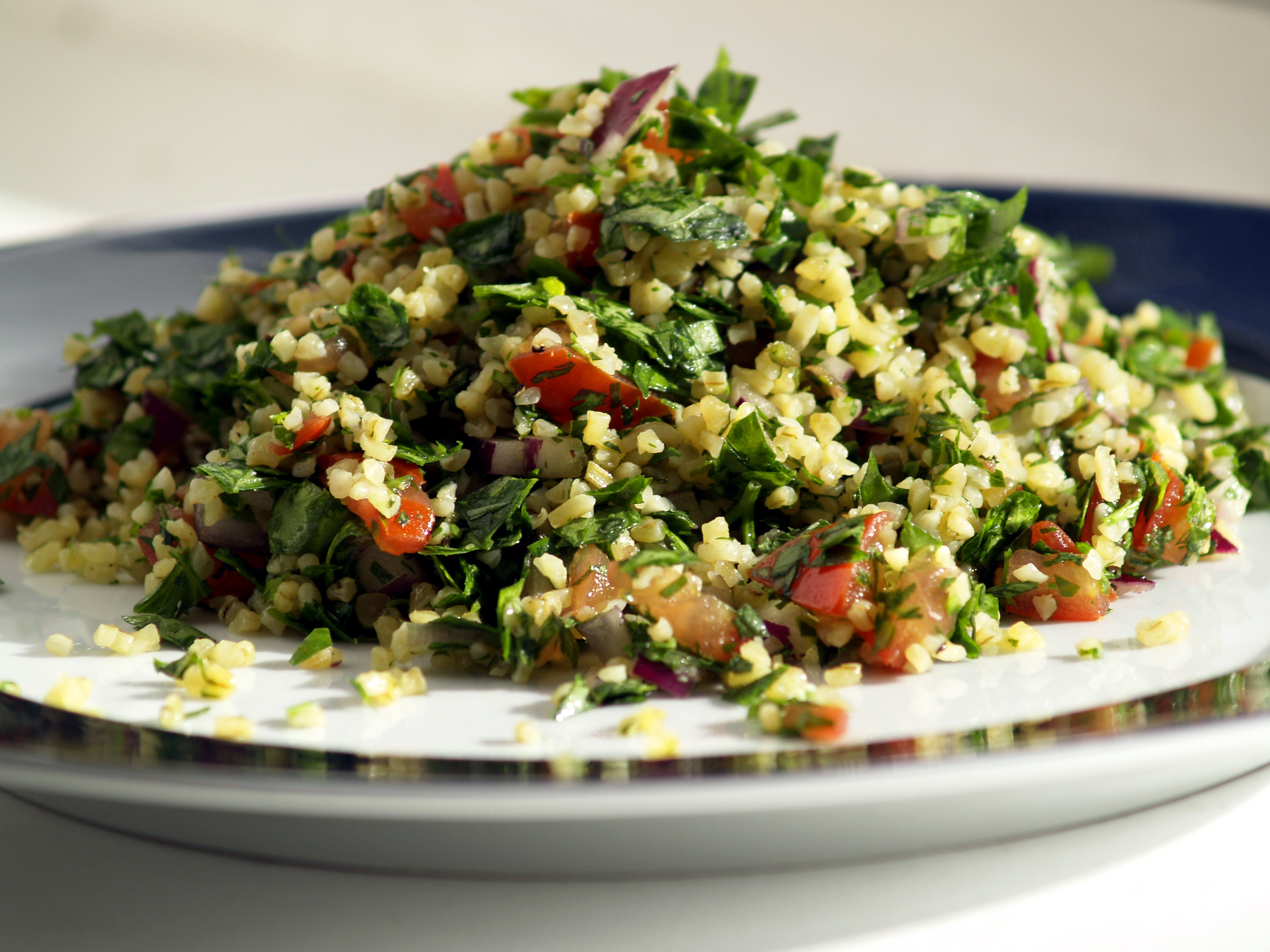
Salát tabbouleh

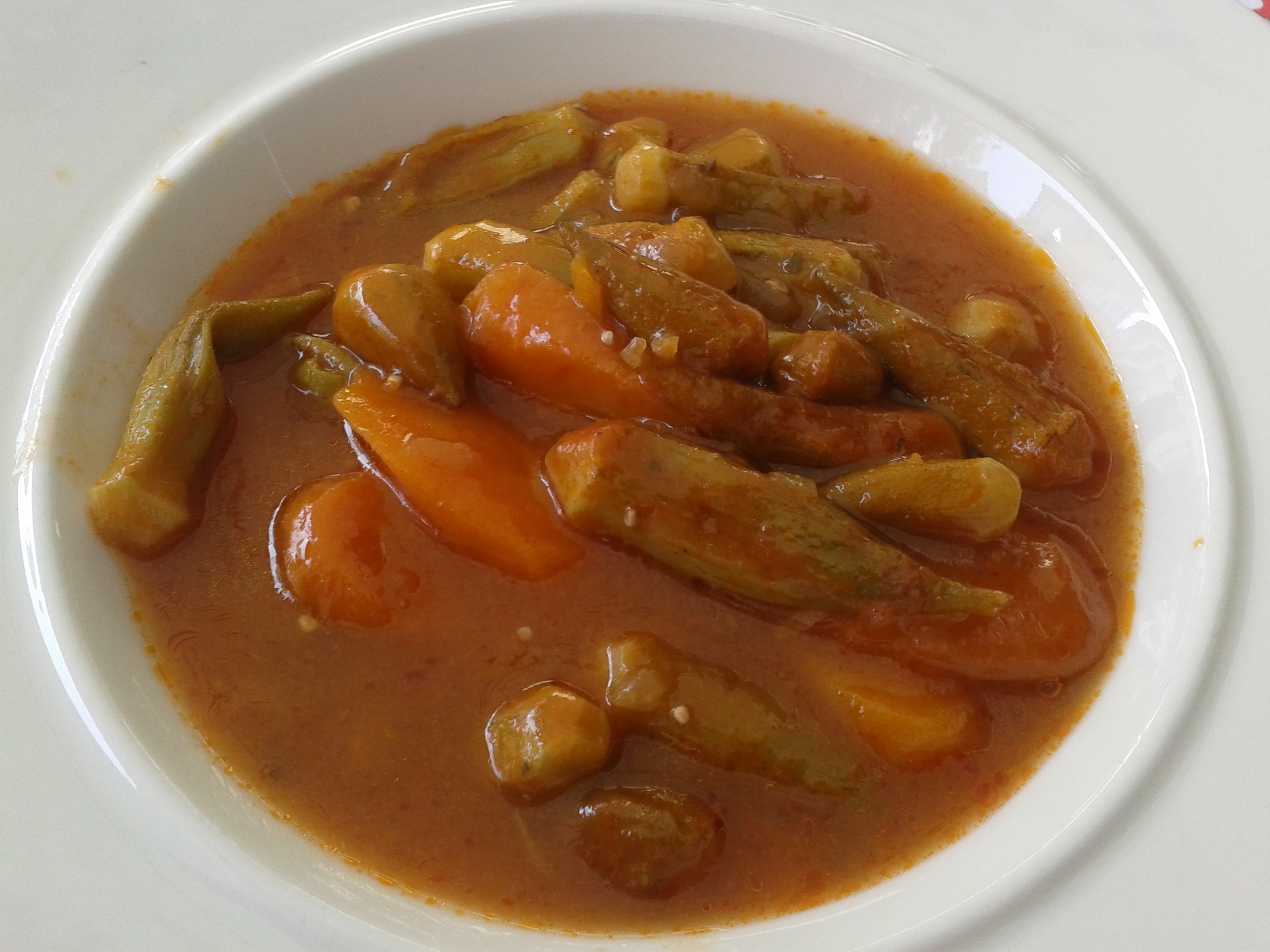
Okra v rajčatové omáčce

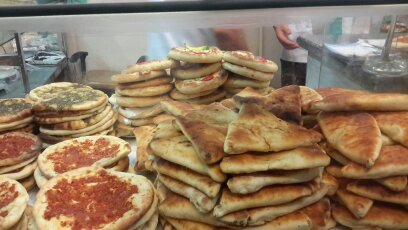
Manaeesh

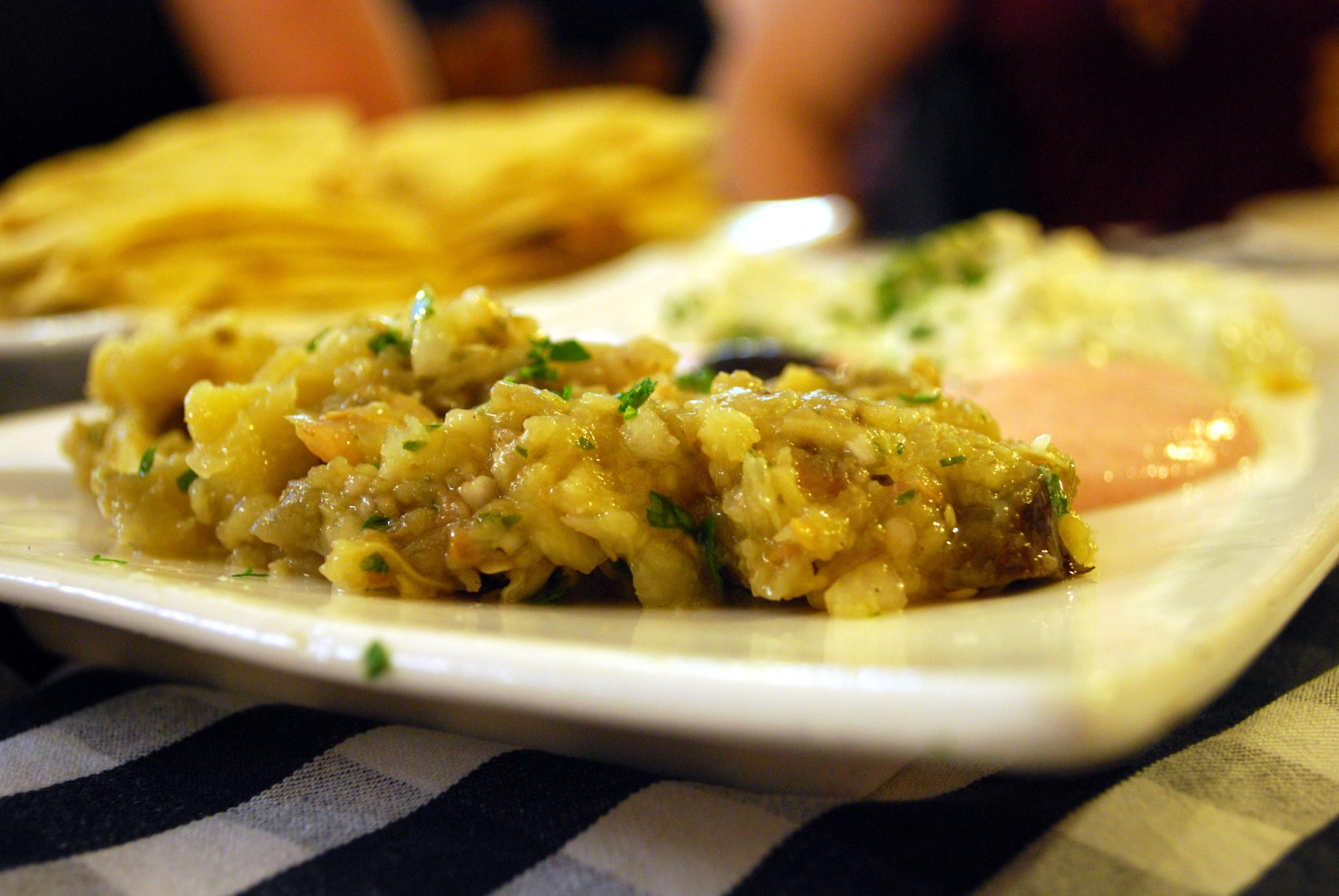
Baba ganuš

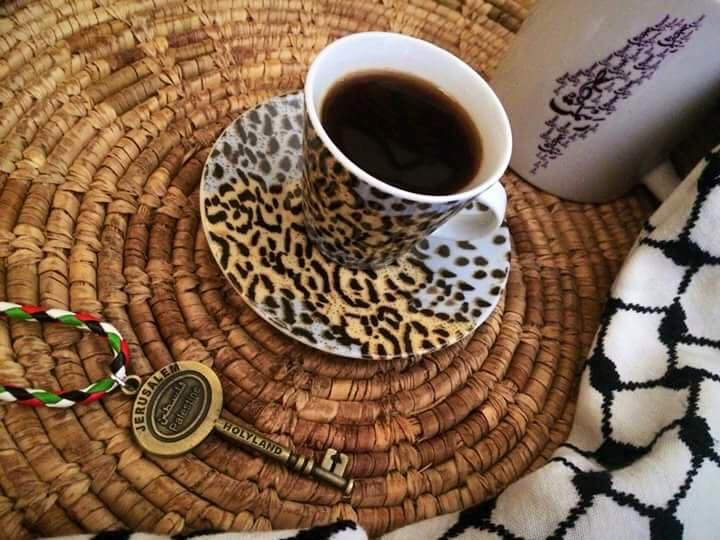
Arabská káva

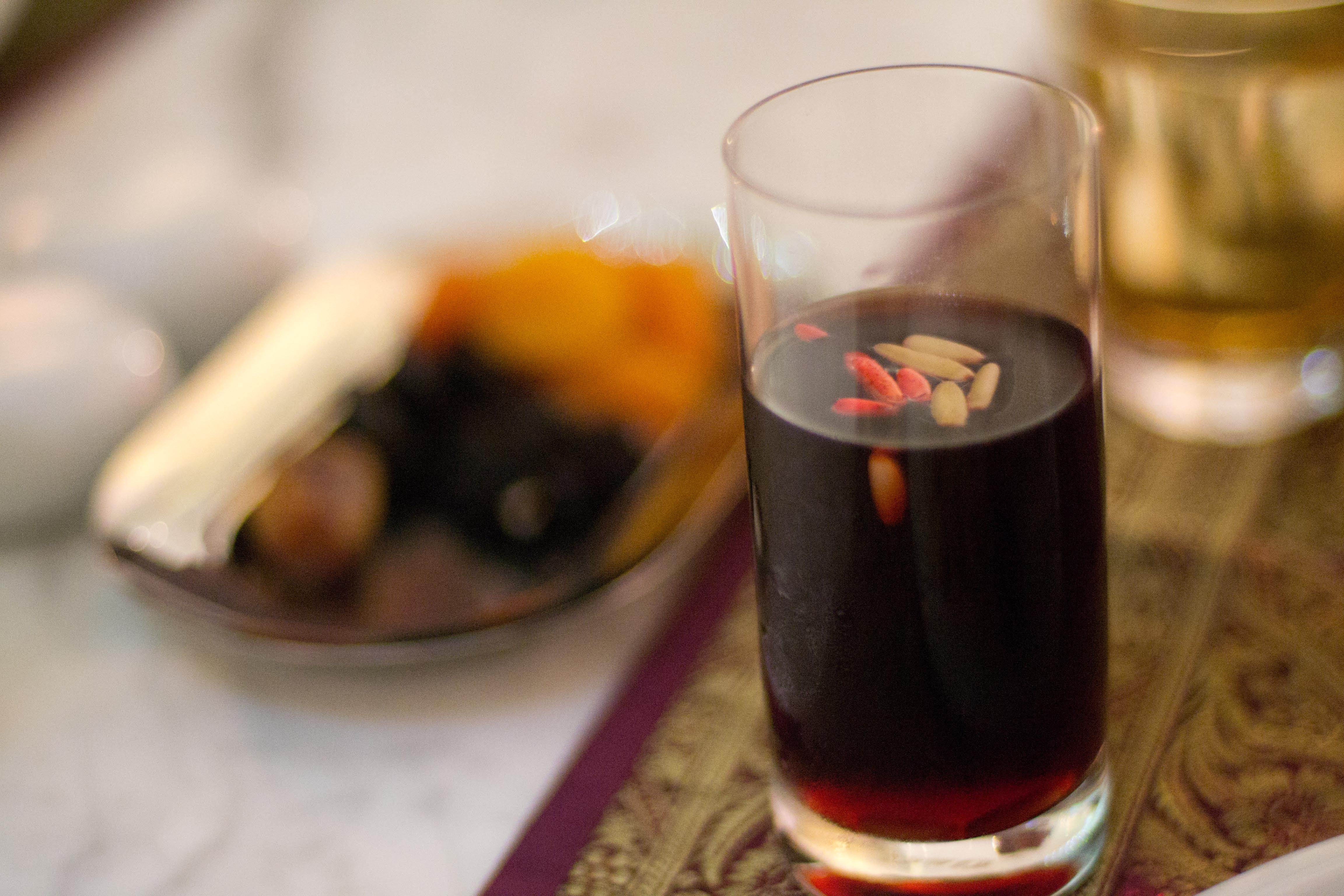
Džallab

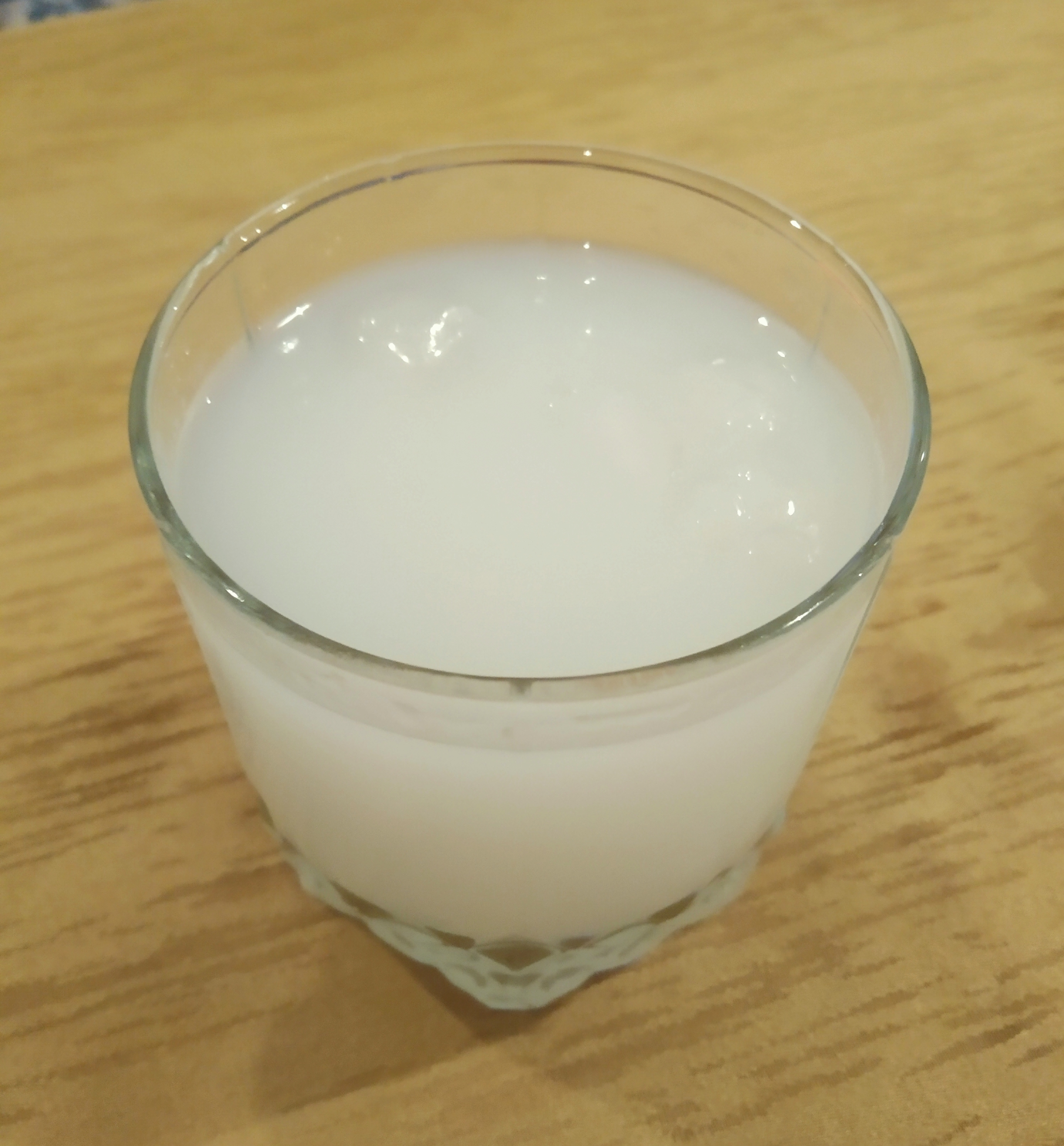
Arak

Libanonská kuchyně (arabsky المطبخ اللبناني‎‎‎) zahrnuje mnohé gastronomické tradice a praktiky pocházející z Libanonu. Mezi základy libanonské kuchyně patří celozrnná mouka, ovoce, zelenina, ryby a mořské plody, cizrna nebo olivový olej. Z masa se nejčastěji používá drůbež, případně jehněčí nebo kozí maso. Libanonské pokrmy bývají často ochucovány česnekem, petrželí nebo citronovou šťávou. Mezi typická libanonská koření patří anýz, tymián, nové koření, pepř, skořice, hřebíček, pískavice řecké seno, muškátový oříšek, máta nebo zázvor. Jako příloha se často podávají různé druhy chleba.
V Libanonu je populární jídlo podávat formou tzv. meze, což jsou malé porce různých pokrmů, velice podobné španělským tapas.
Libanonská kuchyně byla ovlivněna mnoha vlivy, některá libanonská jídla mají původ v kuchyních starověkého Řecka, Říma nebo Egypta. Dlouhou dobou bylo území Libanonu ovládáno Osmanskou říší, díky které byla libanonská kuchyně ovlivněna i tureckou kuchyní. Důležité je zmínit také vliv francouzské kuchyně (Libanon byl francouzskou kolonií mezi lety 1918–1943). Díky francouzskému vlivu jsou dodnes v Libanonu rozšířeny pokrmy jako hranolky nebo croissanty.
Díky libanonské diaspoře se libanonské pokrmy rozšířily do mnoha dalších částí světa.

## Libanonský chléb
V Libanonu se vyrábí více druhů chleba. Mezi nejpopulárnější druhy chleba v Libanonu patří pita chléb (v Libanonu nazývaný khubz Arabi, arabský chléb). Pita chléb se často podává plněný, například falafelem. Tabún je chléb velice podobný chlebům z tandúru z jižní Asie. Markuk je velice tenký chléb, podobný mexické tortille.

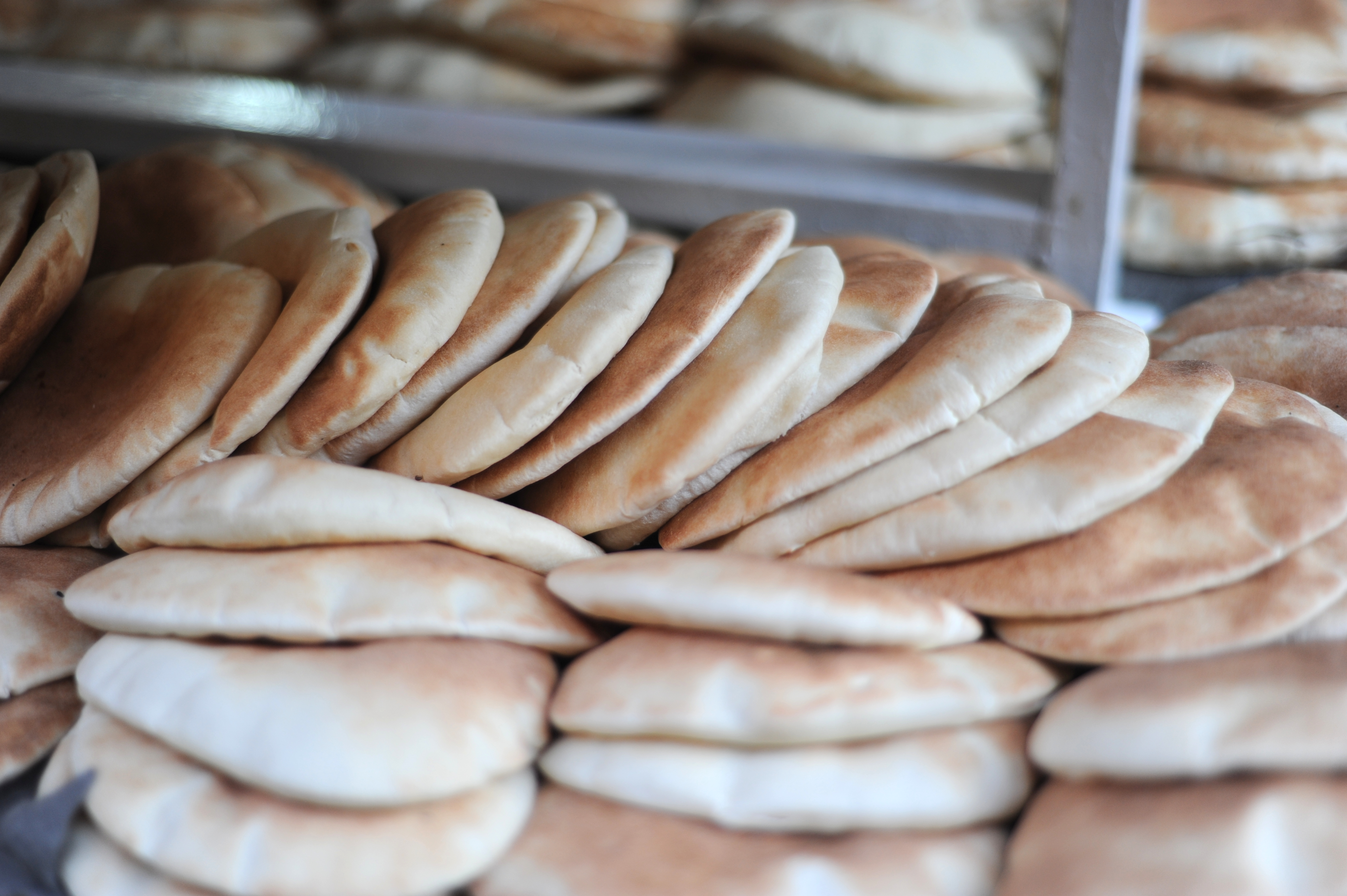
Pita chléb
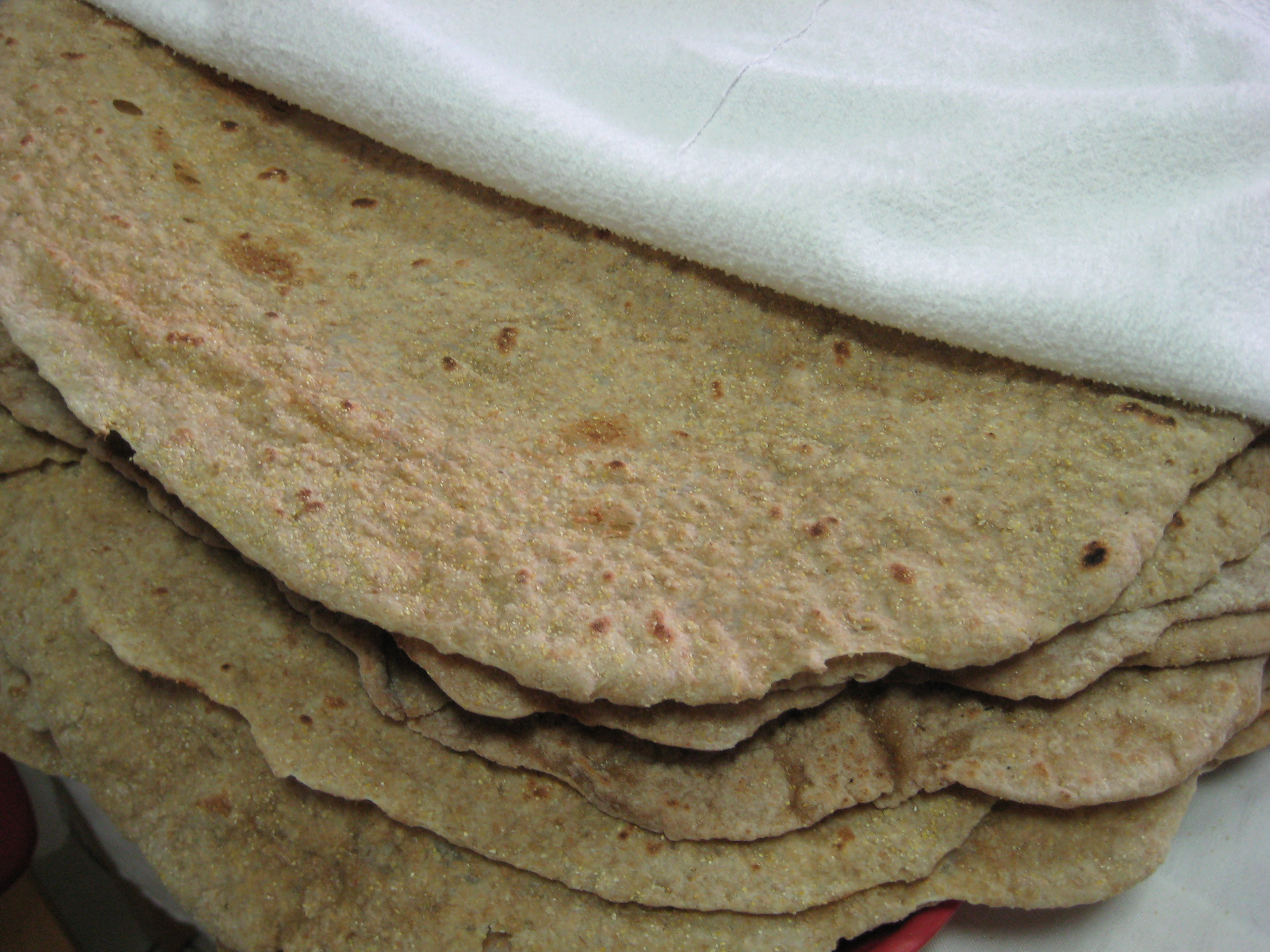
Markuk

## Sýry
Mezi tradiční libanonské sýry patří nabulsi, akawi nebo šankliš. Mnoho sýrů populárních v Libanonu bylo převzato z jiných kuchyní, například řecký sýr feta, kyperský grilovací sýr halloumi nebo východoevropský sýr kaškaval.

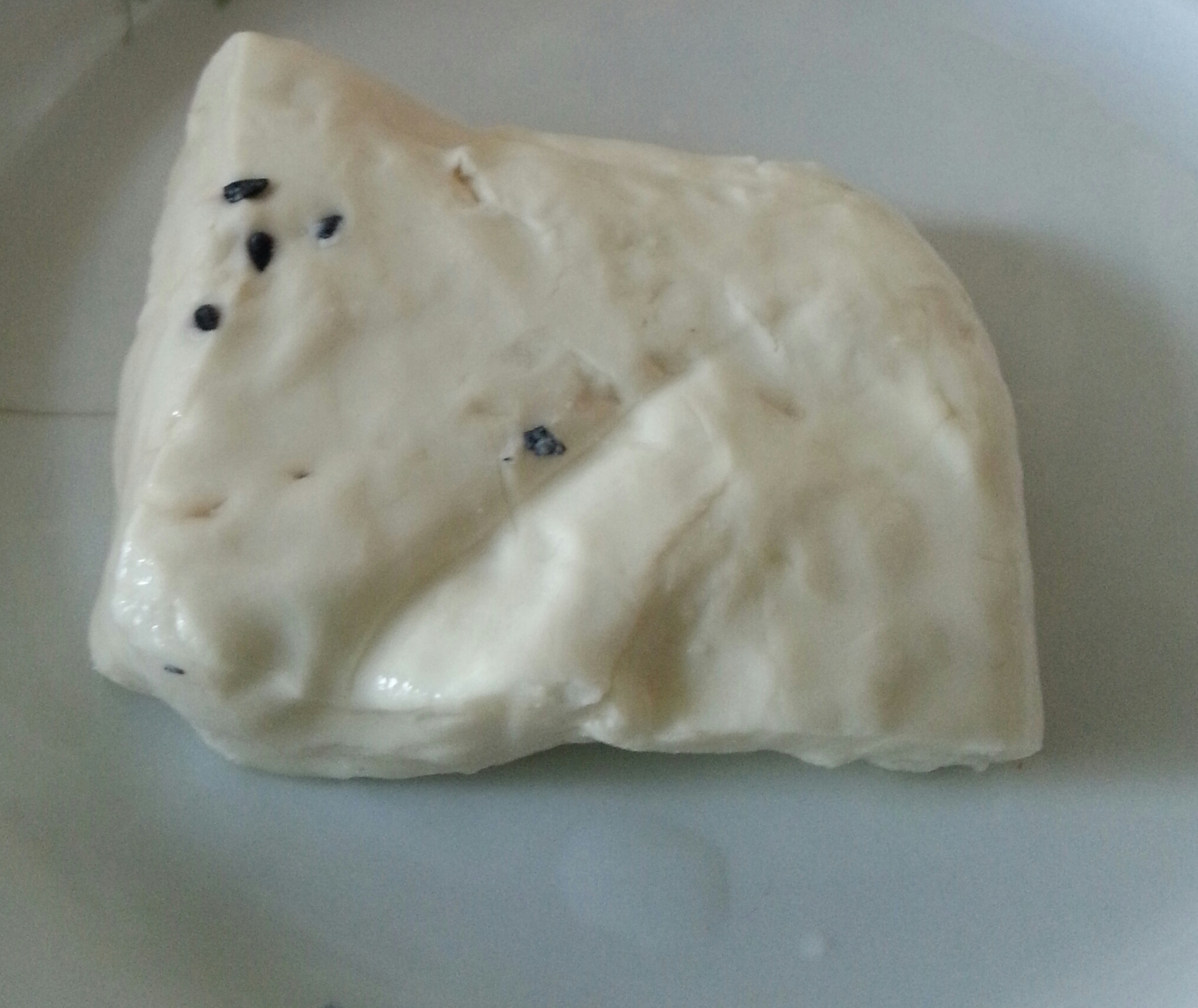
Nabulsi
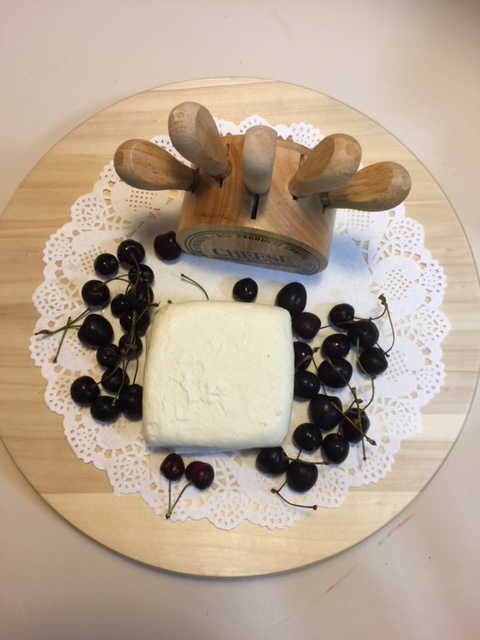
Akawi
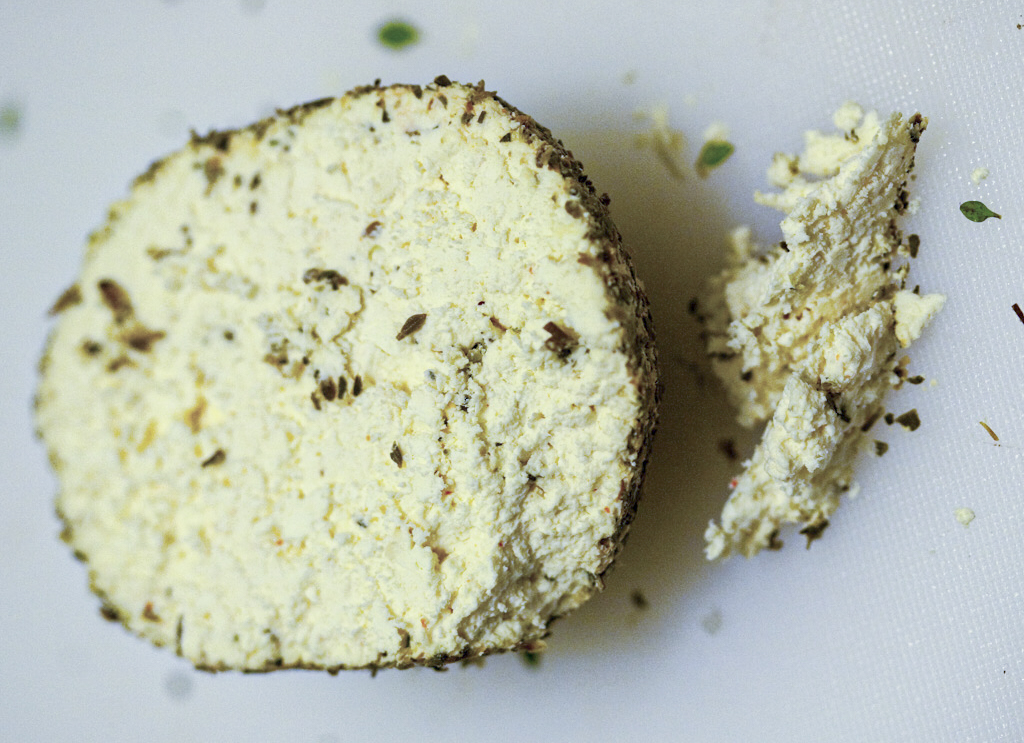
Šankliš
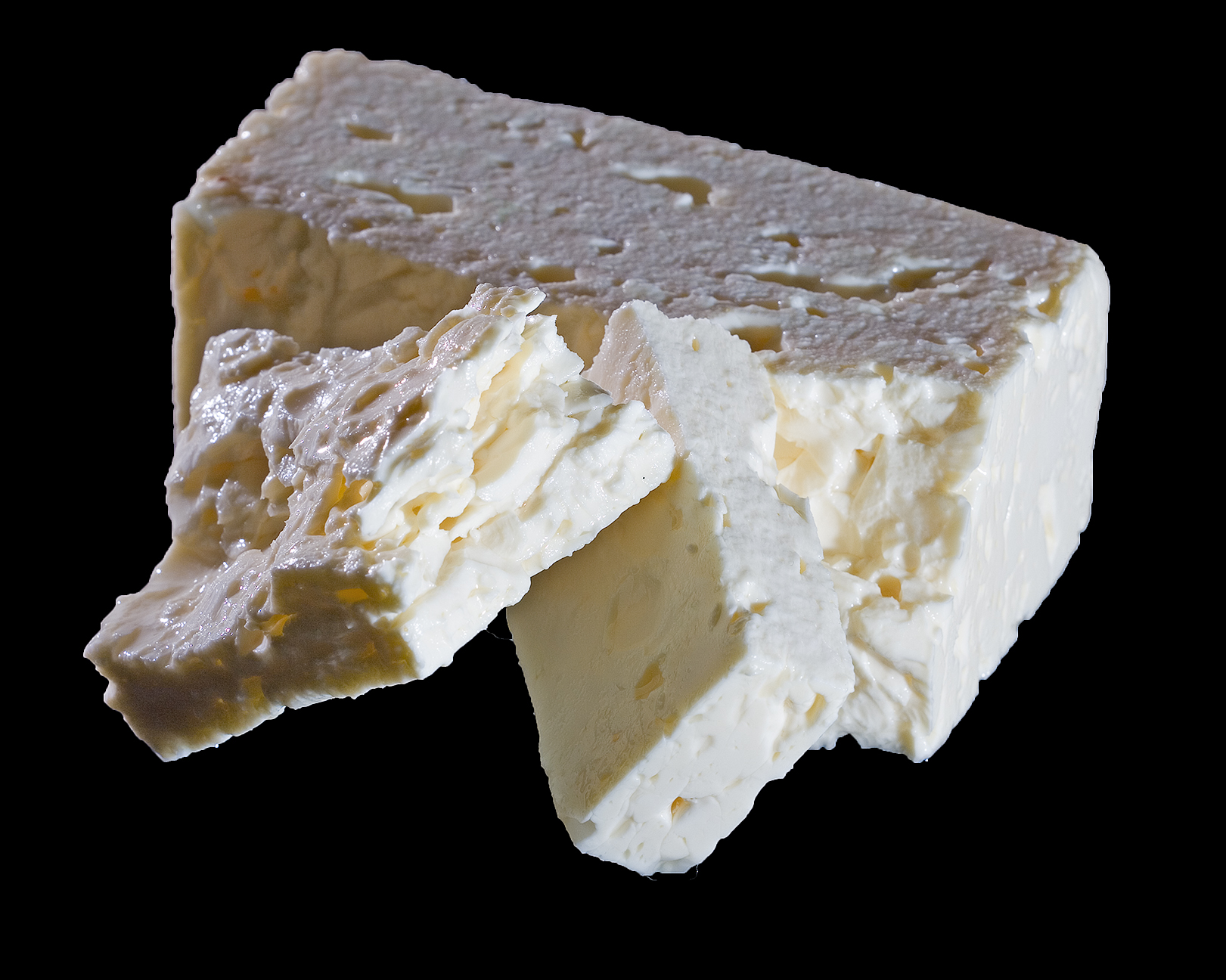
Feta
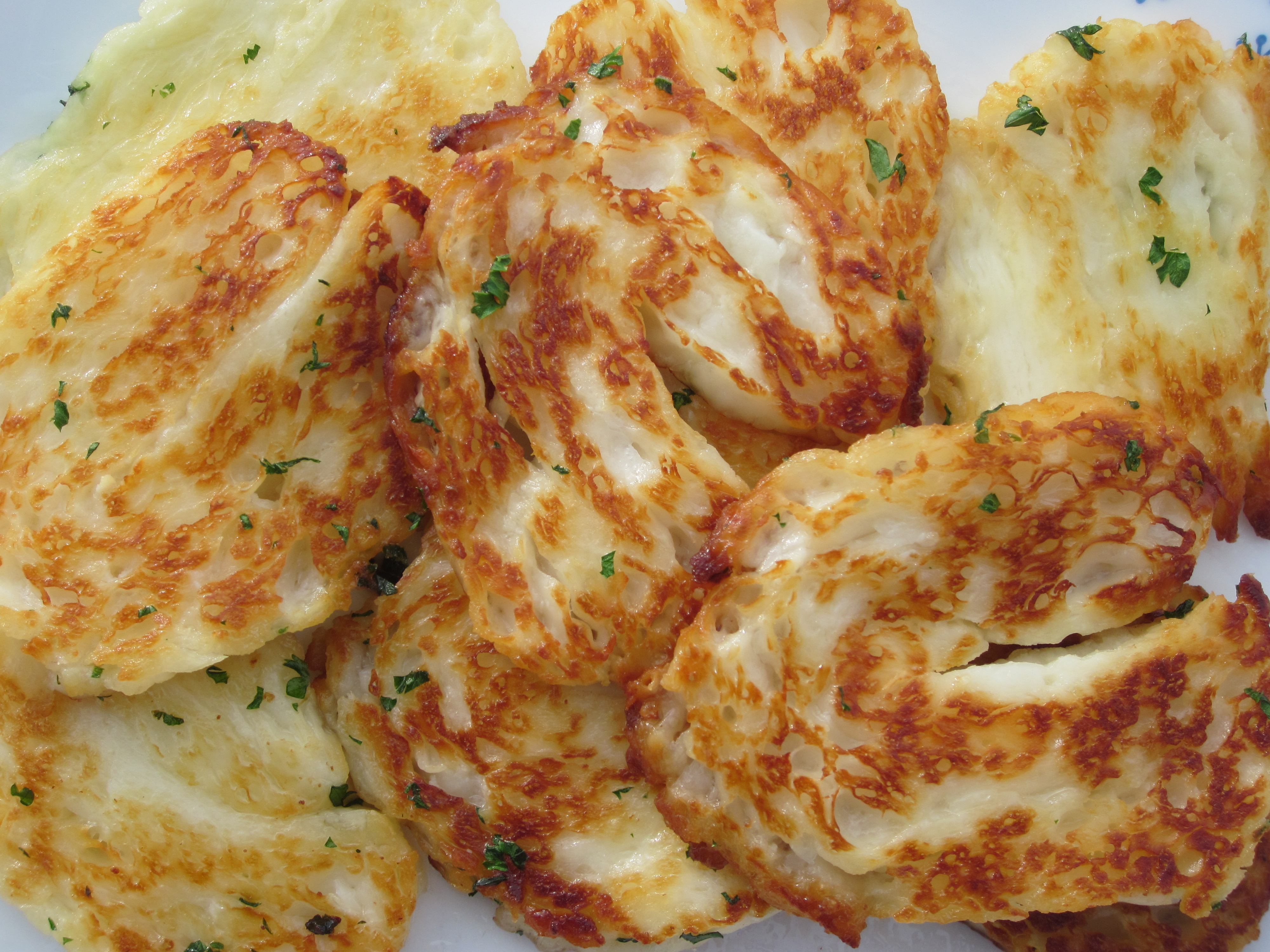
Halloumi
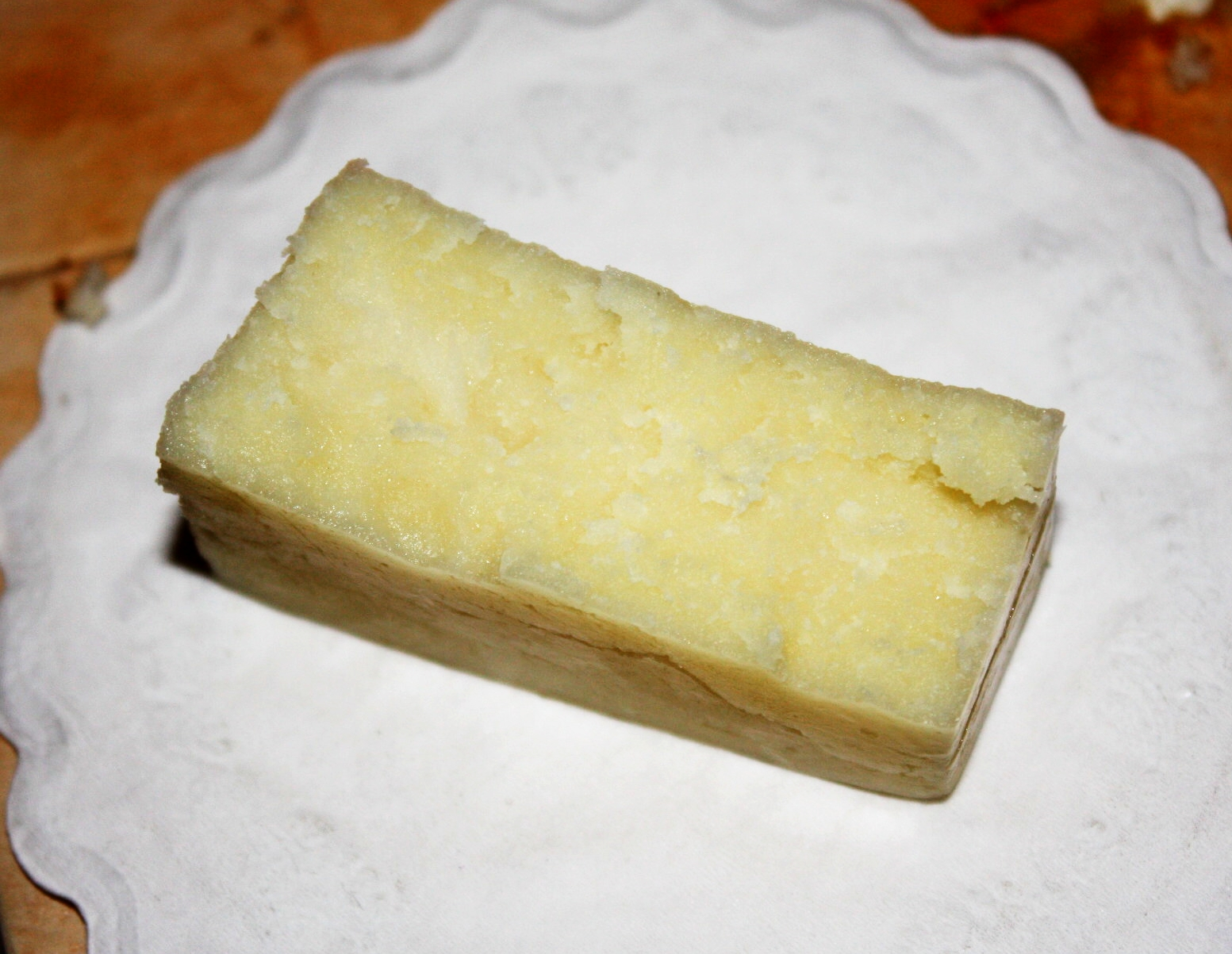
Kaškaval

## Dezerty a sladkosti
Libanonské dezerty jsou velice podobné dezertům z ostatních zemí v regionu. Základem libanonských dezertů obvykle bývá sirup (nejčastěji sirup attar, jehož základem je pomerančová nebo růžová voda s cukrem) a ořechy. Mezi nejpopulárnější dezerty patří baklava, sfouf (dezert ze semoliny ochucený anýzem a mandlemi), kanafeh (dezert ze sladkého těsta plněný sýrem), ma'amoul (křupavé kousky těsta plněné pistáciemi, vlašskými ořechy nebo datlemi, podávané na Velikonoce). Podává se také zmrzlina, populární příchutí je kamar al-din (nápoj ze sušených meruněk).

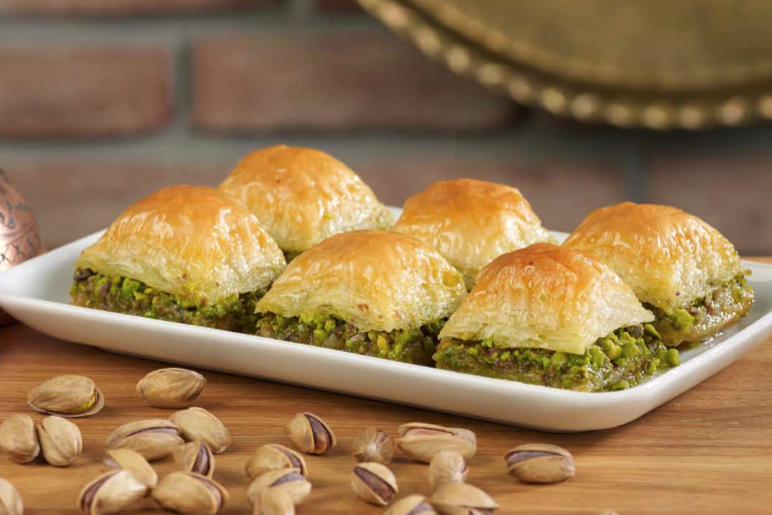
Baklava
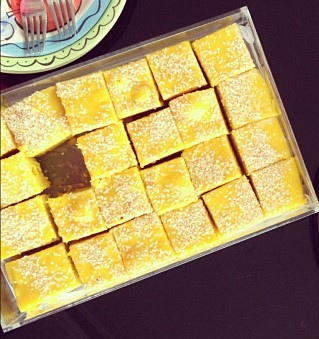
Sfouf
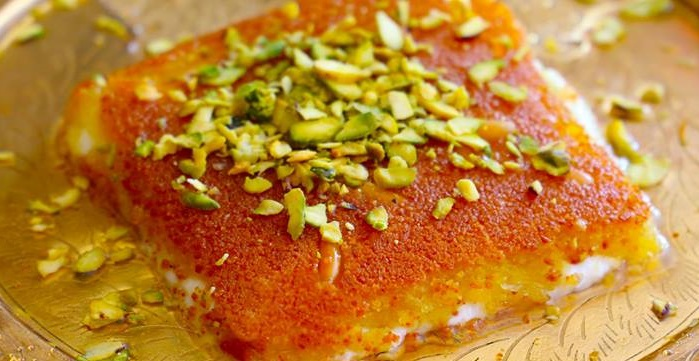
Kanafeh
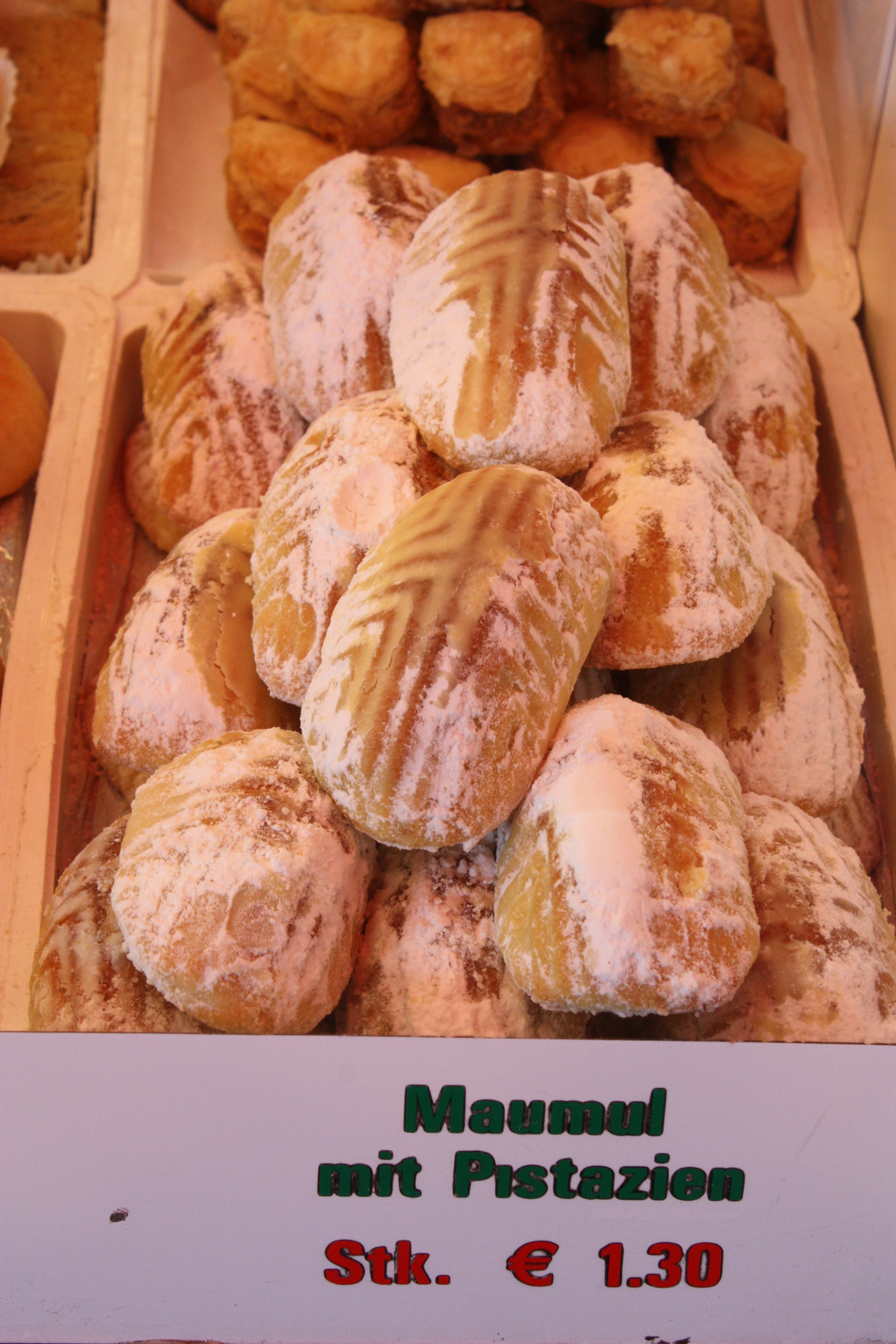
Ma'amoul

## Příklady libanonských pokrmů
Příklady libanonských pokrmů:
- Tahina, sezamová pasta
- Hummus, pomazánka z tahini a cizrny
- Falafel, fritovaé koule z cizrny
- Labneh, jogurt[11]
- Plněné vinné listy
- Šauarma, maso opečené na špízu, podávané s pita chlebem
- Fattoush, salát z pita chleba, okurky, rajčat, ptačince a máty
- Tabbouleh, salát z petržele, bulguru , rajčat, máty a ledového salátu
- Ful, pokrm z pomalu vařených bobů
- Kafta a kibbeh, opečené masové koule
- Okra v rajčatové omáčce
- Manaeesh, placka z těsta se sýrem a omáčkou, podobná pizze
- Baba ganuš, grilovaný lilek s tahinou, olivovým olejem, citronovou šťávou a česnekem

## Příklady libanonských nápojů
Příklady libanonských nápojů:
- Káva
- Čaj
- Džallab, nápoj z karobu, datlí, melasy a růžové vody[12]
- Arak, alkoholický nápoj ochucený anýzem
- Maté, původně jihoamerický nápoj s euforickými účinky, vyráběný z lístků cesmíny paraguayské[13]
- Rozšířeno je také vinařství, v Libanonu je jedna z nejdelších vinařských tradic na světě[14]